# Madraça Tursunjan
A Madraça Tursunjan (em usbeque: Domullo Tursunjon madrasasi) é uma madraça (escola islâmica) em Bucara, Usbequistão. É um dos maiores edifícios monumentais daquela cidade que não foi restaurado nas últimas décadas. Tem cerca de 2 500 m² de área e foi construída em 1805, durante o reinado do emir de Bucara Haydar bin Shahmurad.
O edifício foi construído por um certo Mulla Tursun-jan Bay, de quem tem o nome. O emir ofereceu uma hujra (cela-dormitório) na madraça a Baha' ad-Din, pai do teólogo e historiador tártaro Shihab ad-Din Marjani, o que sugere que o emir possa ter estado ligado à administração da madraça, mas não é claro que a escola fosse sustentada pelo governo do emirado.
A fachada deve ter sido de grande beleza quando foi construída, mas nada resta dos mosaicos que decoravam o ivã monumental, à exceção de das colunas ornamentais em cada um dos lados que são revestidas por uma série de mosaicos em forma de laço de cor azul-esverdeada. Nas janelas interiores do ivã há algumas belas muqarnas em estuque que são visíveis da rua, apesar de, em 2019, estarem muito rachadas e a precisar de restauro urgente. O interior da madraça não está acessível para visitas.